# 65803 Didymos
65803 Didymos (desemnare provizorie 1996 GT) este un asteroid sub kilometric și un sistem binar care este clasificat ca un asteroid potențial periculos și un obiect apropiat de Pământ al grupului Apollo.  Asteroidul a fost descoperit în 1996 de către sondajul Spacewatch de la Kitt Peak, iar micul său satelit de planetă minoră de 160 de metri, numit Dimorphos, a fost descoperit în 2003. Datorită naturii sale binare, asteroidul a fost numit apoi Didymos, cuvântul grecesc pentru „geamăn”.
Satelitul lui Didymos, Dimorphos, a fost ținta misiunii DART pentru a testa viabilitatea evitării impactului de asteroizi prin coliziunea cu o navă spațială, în timp ce impactul a fost asistat de LICIACube, o componentă de zbor a misiunii CubeSat.

## Descoperire

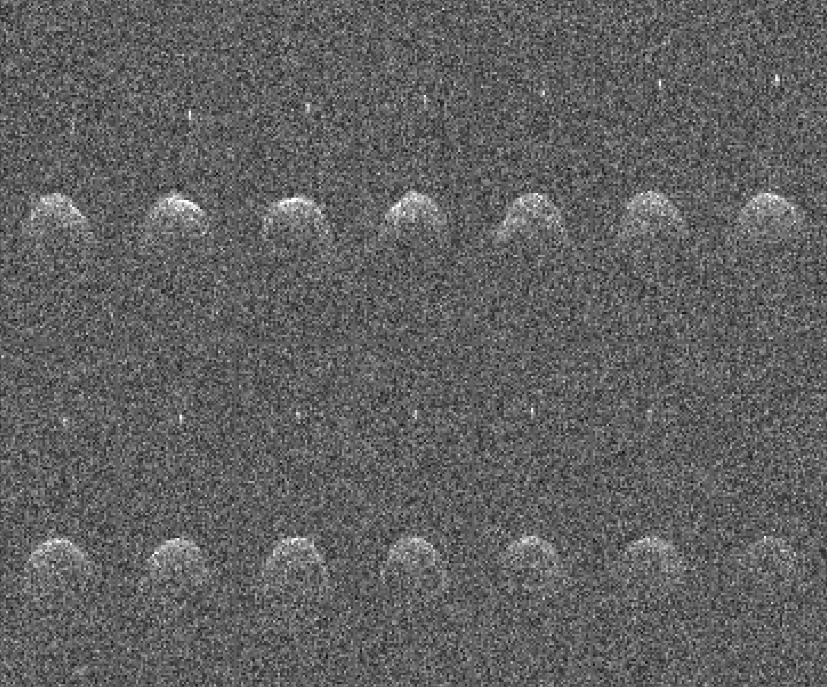
Imagini radar cu Didymos și satelitul său Dimorphos, realizate de Observatorul Arecibo în 2003

Didymos a fost descoperit pe 11 aprilie 1996 de căutarea Spacewatch al Observatorului Steward al Universității din Arizona și al Lunar and Planetary Laboratory, folosind telescopul său de 0,9 metri la Observatorul Național Kitt Peak din Arizona, Statele Unite. Natura binară a asteroidului a fost descoperită de alții; suspiciunile de binaritate au apărut pentru prima dată în ecourile Doppler detectate de Goldstone, iar acestea au fost confirmate cu o analiză optică a curbei de lumină, împreună cu imagistica radar Arecibo pe 23 noiembrie 2003.

## Caracteristici orbitale
Didymos orbitează în jurul Soarelui la o distanță de 1,0–2,3 UA o dată la 770 de zile (2 ani și 1 lună). Orbita sa are o excentricitate de 0,38 și o înclinașie de 3° față de ecliptică. Distanța minimă dintre orbita Pământului și orbita lui Didymos este în prezent de 0,04 UA (6.0 milioane de km), dar se va schimba pe măsură ce asteroidul este perturbat. În noiembrie 2003 a trecut la 7,18 milioane km de Pământ; nu se va apropia din nou până în noiembrie 2123, cu o distanță de 5,86 milioane km. De asemenea, Didymos trece ocazional foarte aproape de Marte: va zbura pe lângă Marte la o distanță de 4,68 milioane km în iulie 2144. Chiar și apropierea Pământului din octombrie 2184 este încă listată cu o regiune de incertitudine de aproximativ ±1343 km.
Didymos își petrece 1/3 din timp orbitând în regiunea asteroizilor apropiați de Pământ (NEA), unde impacturile sunt mai probabile. Aceasta înseamnă că la aproximativ fiecare 73-84 de mii de ani, un obiect îl impactează pe Didymos cu energia satelitului misiunii DART. Pe durata medie de viață de NEA de 8 până la 10 milioane de ani, Didymos a fost probabil impactat de zeci de ori. 

## Caracteristici fizice

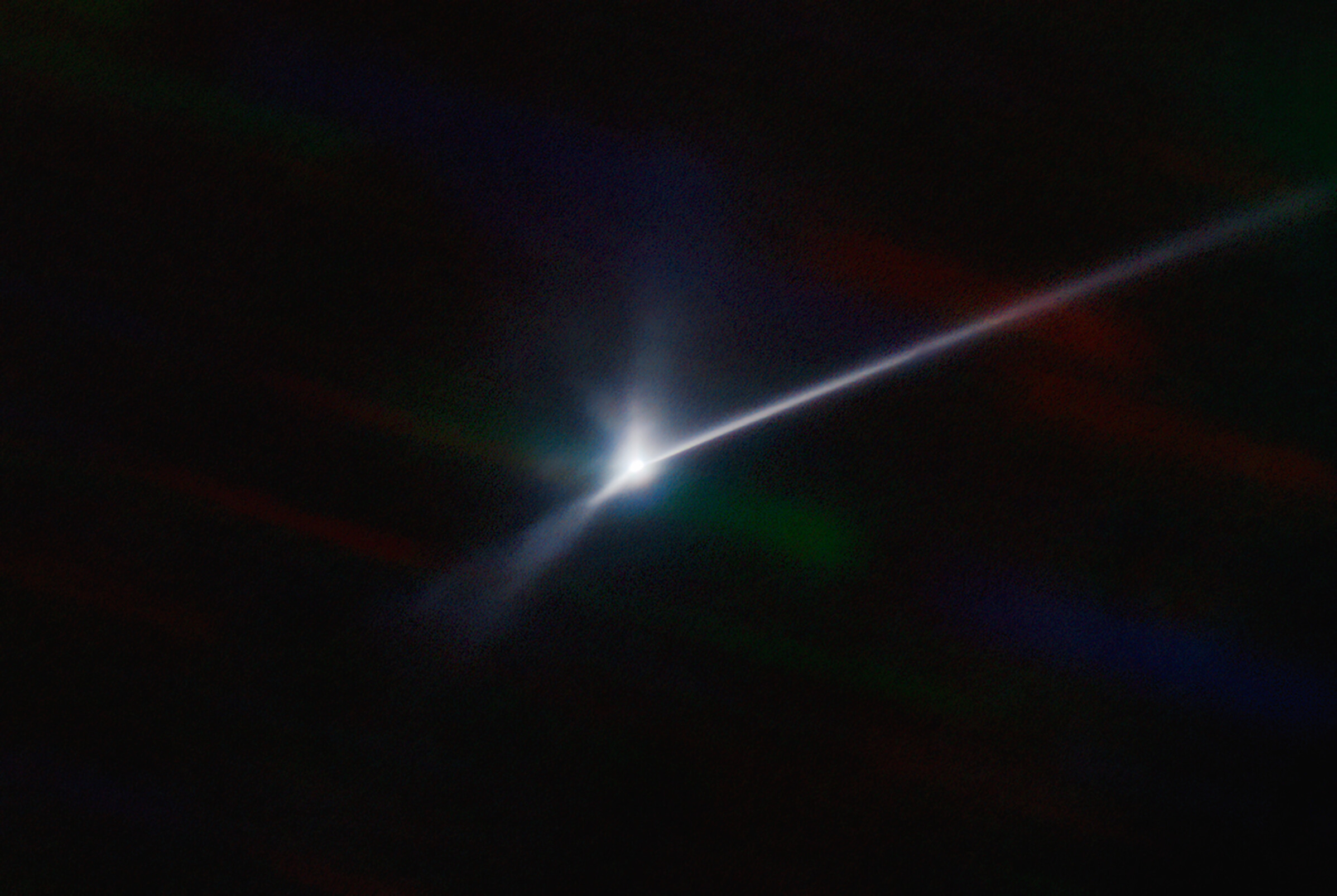
Resturi de praf și coada lui Didymos fotografiate color de Southern Astrophysical Research Telescope la două zile după impactul DART

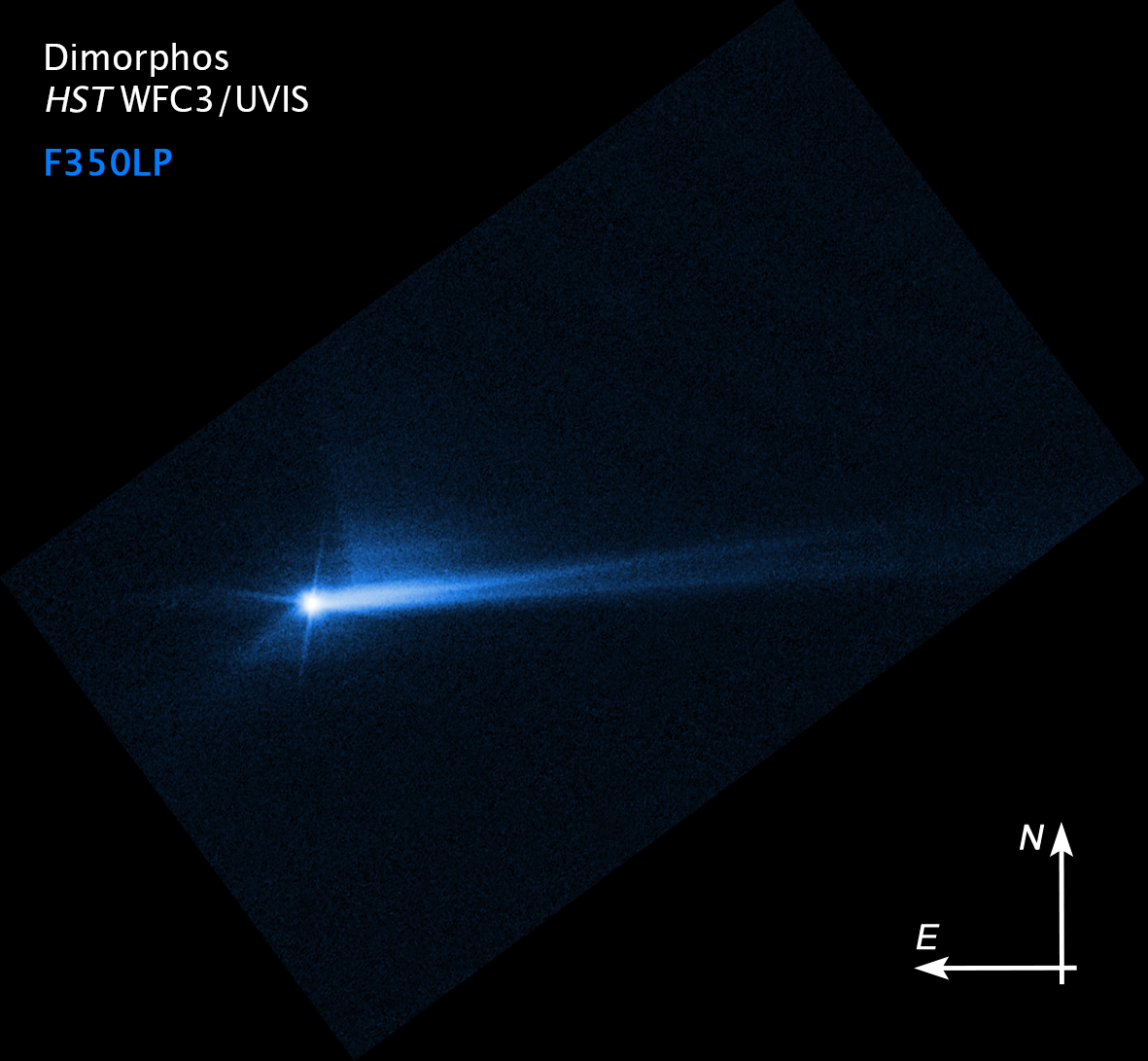
Coada dublă a lui Didymos fotografiată de telescopul spațial Hubble la 12 zile după impactul DART

În clasificarea SMASS, Didymos a fost clasificat ca un asteroid de tip Xk, care trece de la tipul X la asteroizii rari de tip K. Spectroscopia ulterioară vizibilă și în infraroșu apropiat a arătat că este de natură silicată, ceea ce îl califică și drept un asteroid pietros de tip S. Se rotește rapid, cu o perioadă de 2,26 ore și o variație scăzută a luminozității de 0,08 magnitudini (U=3/3), ceea ce indică faptul că corpul are o formă aproape sferoidală. Observațiile radar au confirmat această formă sferoidă, arătând că este aplatiza dtatorită rotației sale rapide.

### Satelit
Didymos este un asteroid binar cu un satelit pe orbită. satelitul de planetă minoră, numit Dimorphos, se mișcă pe o orbită retrogradă în mare parte circulară cu o perioadă orbitală de 11,9 ore. Are aproximativ 160 de metri în diametru față de 780 de metri pentru corpul său primar (un raport de diametru de 0,22). Era cunoscut anterior prin denumirea sa provizorie S/2003 (65803) 1 și fusese denumit informal „Didymoon” sau „Didymos B”.

## Numire
Această planetă minoră a fost numită „Didymos”, greacescul pentru „geamăn”, datorită naturii sale binare. Numele a fost sugerat de descoperitorul, astronomul Laboratorului Lunar și Planetar al Universității din Arizona, Joseph L. „Joe” Montani, care a făcut propunerea de denumire Uniunii Astronomice Internaționale după ce a fost detectată natura binară a obiectului. Citarea de denumire aprobată a fost publicată la 13 iulie 2004 (M.P.C. 52326).
Numele propriu al satelitului Didymos B provine de la cuvântul „Dimorphos”, greacescul pentru „având două forme”. Semnificația numelui reprezintă modul în care forma orbitei lui Dimorphos se va schimba după coliziunea cu sonda spațială Double Asteroid Redirection Test (DART) de la NASA, deși, de fapt, schimbarea va fi una foarte mică a parametrilor săi orbitali. În mod corespunzător, Dimorphos îndeplinește roluri duble atât ca țintă de testare, cât și ca parte a unui plan pentru o modalitate pentru viitoarea protecție planetară. Numele satelitului a fost sugerat de omul de știință planetar Kleomenis Tsiganis de la Universitatea Aristotel din Salonic, Grecia.
Doi bolovani (saxa) au primit nume de tobe tradiționale.
| Nume           | Pronunție   | Formă de relief | Numit după | Data aprobării    |
| -------------- | ----------- | --------------- | ---------- | ----------------- |
| Carillon Saxum | /kaˈri.jon/ | bolovan         | carillon   | 14 noiembrie 2023 |
| Gong Saxum     | /ˈgong/     | bolovan         | gong       | 14 noiembrie 2023 |

## Explorare

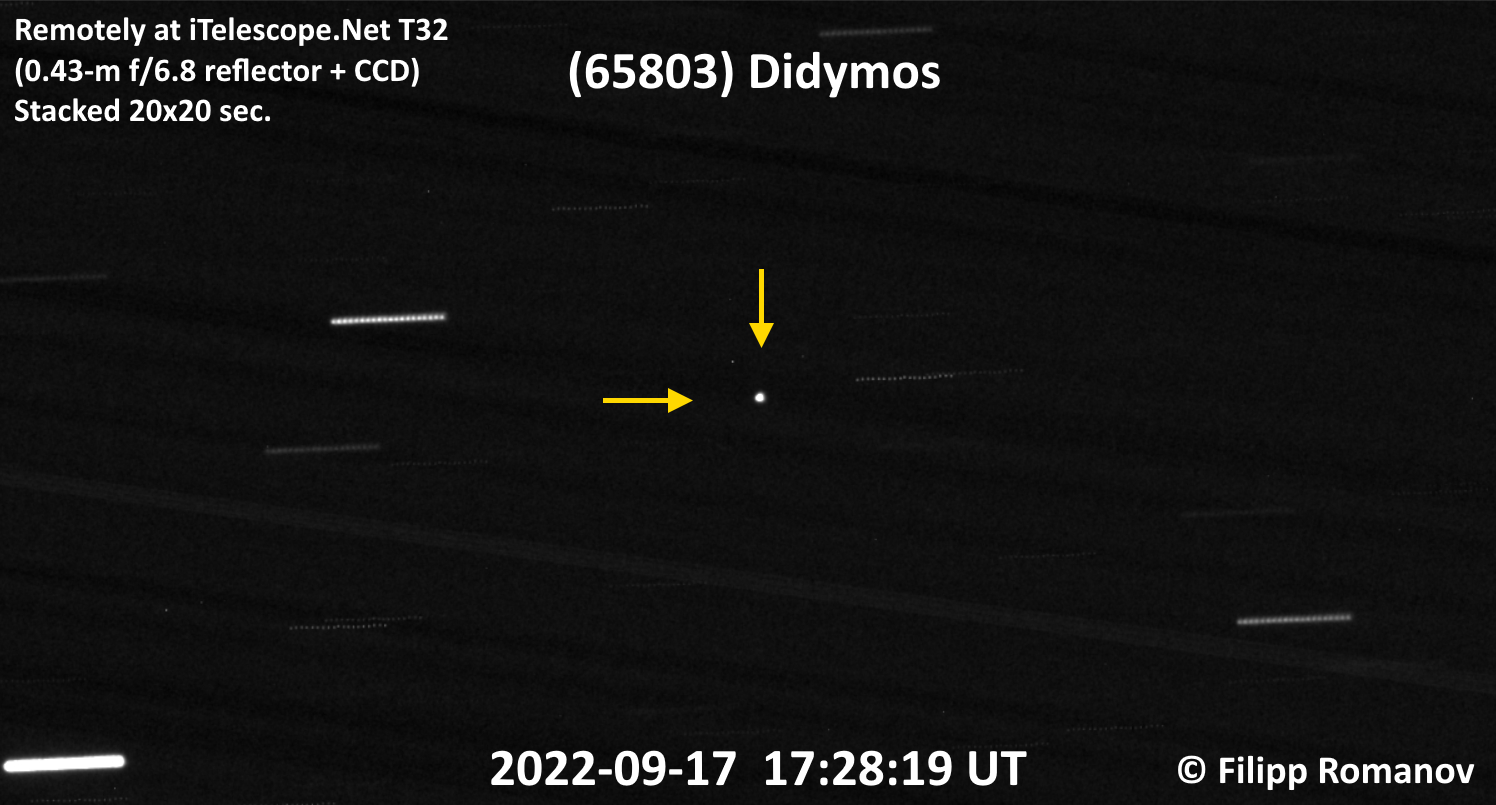
Imagine făcută cu telescopul cu Didymos înainte de impactul DART

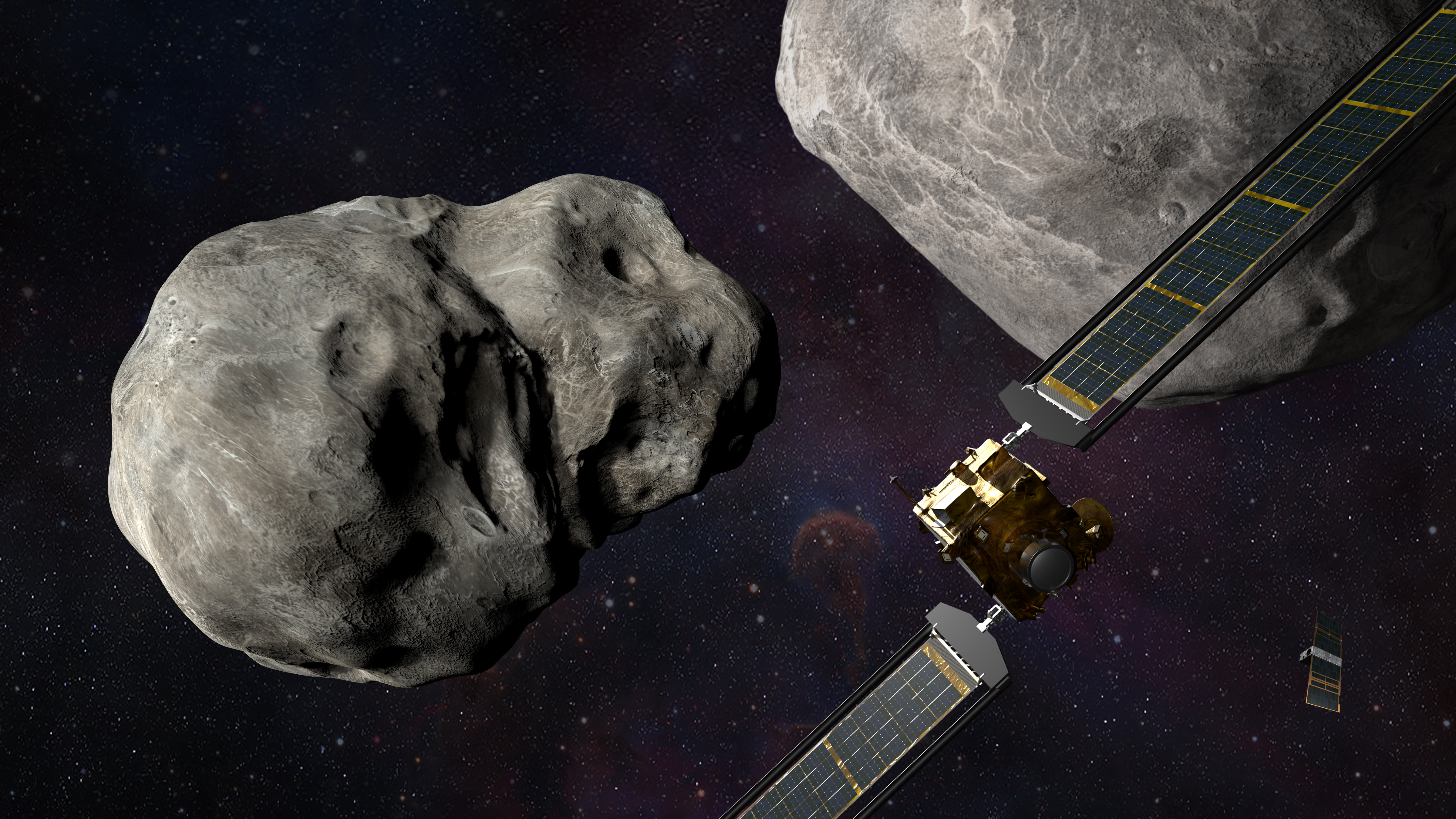
Impresie artistică a navei spațiale DART

Montaj al penei de praf în expansiune a sistemului Didymos de la impactul DART, văzută de telescopul Lesedi de 1 metru al Observatorului Astronomic din Africa de Sud

Animație a traiectoriei DART
DART
65803 Didymos
Pământ
Soare
2001 CB21
3361 Orpheus

Animație a lui DART în jurul lui Didymos - Impactul cu Dimorphos
DART
Didymos
Dimorphos

La începutul anilor 2010, satelitul lui Didymos, Dimorphos, urma să fie ținta principală a misiunii robotizate propuse de ESA și NASA, numită misiunea AIDA (Asteroid Impact & Deflection Assessment). ESA a renunțat, iar misiunea nu a continuat.
NASA a redefinit cerințele misiunii și a decis să continue cu o misiune în anii 2020 pentru a-l vizita Didymos cu un impactoe, care a fost considerat ca parte a misiunii anterioare AIDA, numită Testul de redirecționare a asteroidului dublu sau DART. Misiunea NASA a fost menită să testeze dacă impactul unei nave spațiale ar putea devia cu succes un asteroid pe un curs de coliziune cu Pământul. Nava spațială DART a fost lansată pe 24 noiembrie 2021 și l-a impactat pe Dimorphos pe 26 septembrie 2022. Acesta a fost însoțit de Cubesat-ul cu șase unități LICIACube al Agenției Spațiale Italiene (ASI), care a fost lansat cu 15 zile înainte de impact pentru a observa impactul asteroidului cu DART.

DART a fost prima navă spațială care a lovit și a vizitat cu succes în mod intenționat un asteroid despre care se știe 
că are un satelit (Asteroidul binar 2000 DP107 a fost vizat de misiunea PROCYON înainte de a eșua, 243 Ida a fost vizitat de nava Galileo, dar satelitul său a fost necunoscut până atunci, Pluto a fost considerat o planetă până la câteva luni după lansarea New Horizons, iar sateliții lui 3548 Eurybates și 15094 Polymele nu au fost descoperiți decât cu luni înainte și, respectiv, după lansarea lui Lucy). Didymos este cel mai ușor asteroid de dimensiunea sa accesibil de pe Pământ, necesitând un delta-v de numai 5.1 km/s pentru ca o navă spațială să-l întâlnească, comparativ cu 6.0 pentru a ajunge pe Lună.
După două săptămâni de analiză, NASA a anunțat că coliziunea a scurtat perioada orbitală a lui Dimorphos în jurul lui Didymos cu 32 de minute, cu mult mai mult decât cerința minimă de 73 de secunde și standardul de succes de 10 minute. Măsurarea are o incertitudine de ±2 minute.

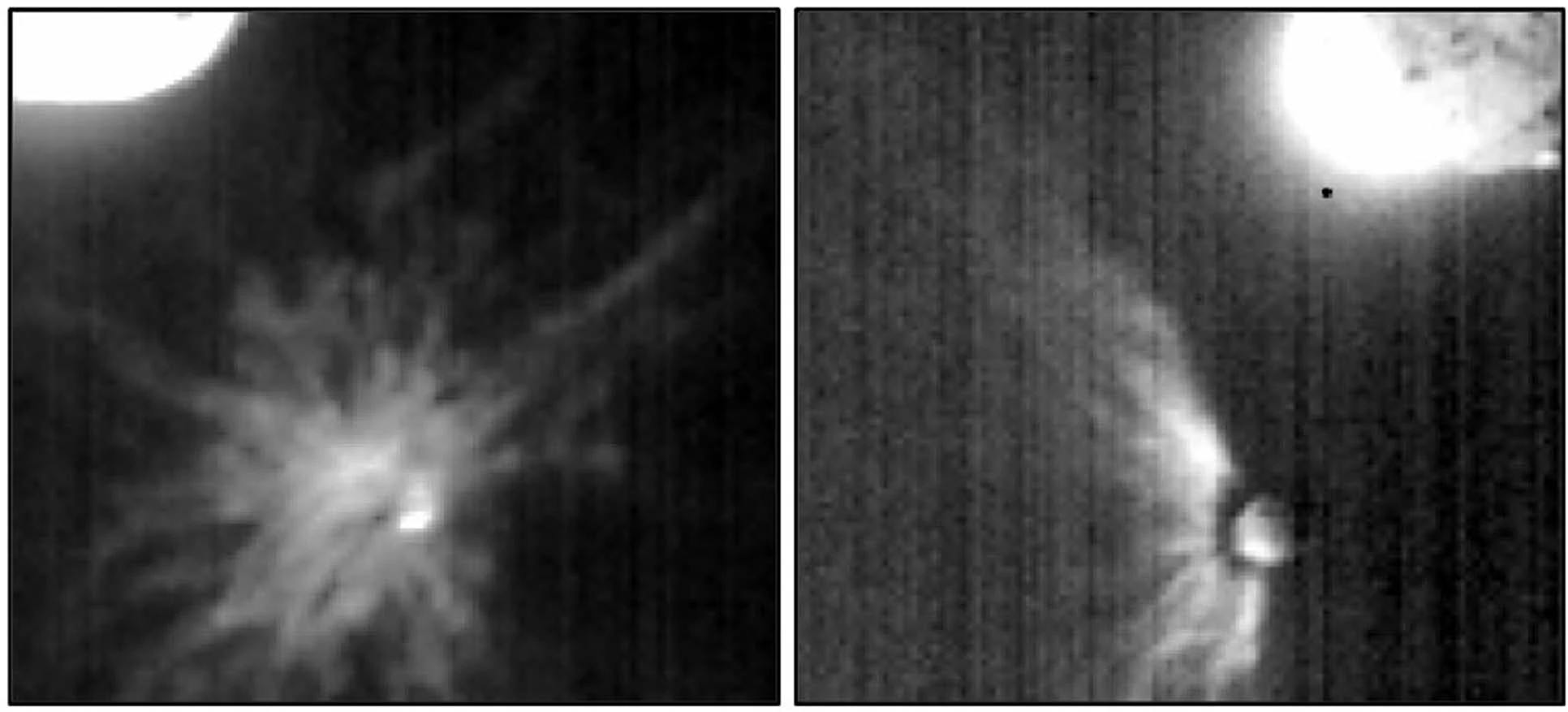
Impactul DART văzut de LICIACube

O altă misiune către Didymos a fost aprobată în noiembrie 2019 pentru o lansare planificată în 2024, care va ajunge la Didymos în ianuarie 2027. Misiunea Hera a ESA plănuiește să studieze efectele dinamice ale impactului DART și să măsoare caracteristicile craterului realizat de DART.